# Facteur d'authentification
Pour un article plus général, voir Authentification.
Le facteur d'authentification est un facteur physique, cognitif ou biologique produisant une empreinte qu'un utilisateur peut prendre pour être authentifié par un système informatique. L'empreinte doit être personnelle à l'utilisateur et doit pouvoir être numérisée.

## Types de facteurs
Quatre types de facteurs répondent à ces prérequis :
Facteur mémoriel (ce qu'il sait)
- Empreinte : une information qu'il a mémorisé.
- Exemples : le nom de sa mère ou un mot de passe.

Facteur matériel (ce qu'il possède)
- Empreinte : une information contenue dans un objet qu'il utilise.
- Exemples : une clé USB, un identifiant sur bande magnétique, un certificat numérique sur une carte à puce.

Facteur corporel (ce qu'il est)
- Empreinte : une trace corporelle qu'il peut laisser quelque part.
- Exemples : une empreinte digitale, les caractéristiques de sa pupille, sa voix.

Facteur réactionnel (ce qu'il fait)
- Empreinte : un geste qu'il peut reproduire.
- Exemples : sa signature.

Le type de facteur le plus couramment utilisé sur Internet est le facteur mémoriel. La montée de l'hameçonnage pousse les applications en ligne à surmonter l'authentification simple classique avec un deuxième facteur d'authentification (authentification forte).

## Authentification forte
L'authentification forte ou authentification multifacteur réfère à l'utilisation par un système de plusieurs facteurs d'authentification (connue sous le sigle MFA pour l'anglais : multi-factor authentication). Ces méthodes sont à opposer à l'authentification simple qui n'utilise qu'un seul facteur, en général un facteur mémoriel tel qu'un tuple nom d'utilisateur et mot de passe.

## Ambiguïté
L'ambiguïté autour de la classification des empreintes, notamment dans le contexte numérique, soulève des questions intéressantes sur la nature et la définition de ce qui constitue une empreinte "matérielle". Traditionnellement, une empreinte est considérée comme une marque ou un vestige laissé par un contact physique, clairement identifiable et unique, comme les empreintes digitales ou les marques laissées par des outils. Cependant, avec l'avènement du numérique, la notion d'empreinte s'est étendue à des domaines virtuels, où la matérialité est moins évidente.